# 鯉魚門海旁改善計劃
《鯉魚門海旁改善計劃》是香港一項建議中的計劃，目標是為了進一步改善九龍東鯉魚門海旁一帶的設施，並且提升其旅遊吸引力。有關香港政府部門正在進行詳細設計，及就項目工程進行有關刊憲的法定程序。計劃有望於2020年下旬開展工程，並於2022年至2024年分階段完成。

## 沿革
2003年，香港政府於鯉魚門完成了多項小規模改善工程。
為了進一步改善鯉魚門海旁鄰近的設施，並且提升其旅遊吸引力，計劃建議在鯉魚門海旁興趣一座公眾泊岸設施、防波堤和一條海濱長廊。與此同時，沿著鯉魚門海濱闢設5個觀景點，當中包括興建一座新的觀景台及進行其他街道容貌改善和美化工程。計劃亦打算美化現有的鯉魚門休憩花園和公廁側的空地，以連接新的公眾登岸設施。
2020年，香港政府提及鯉魚門海濱長遠成為即將引入「水上的士」服務的延伸目的地。

## 發展時間程序
- 2005年5月，計劃大綱提交予觀塘區議會以諮詢意見。
- 2007年5月，工程範圍及概念設計提交予觀塘區議會以諮詢意見。
- 2008年，漁民團體對興建泊岸設置可能影響海上交通安全表達關注。
- 2008年，共建維港委員會轄下的海港計劃檢討小組委員會對計劃表示原則上同意。
- 2009年，按照《城市規劃條例》及《前濱及海床（填海工程）條例》刊憲，獲得190份意見書。[5]
- 2020年3月17日，政府當局就鯉魚門海旁改善計劃向立法會經濟發展委員會 提交文件。[6]